# Sofja Alexandrowna Welikaja

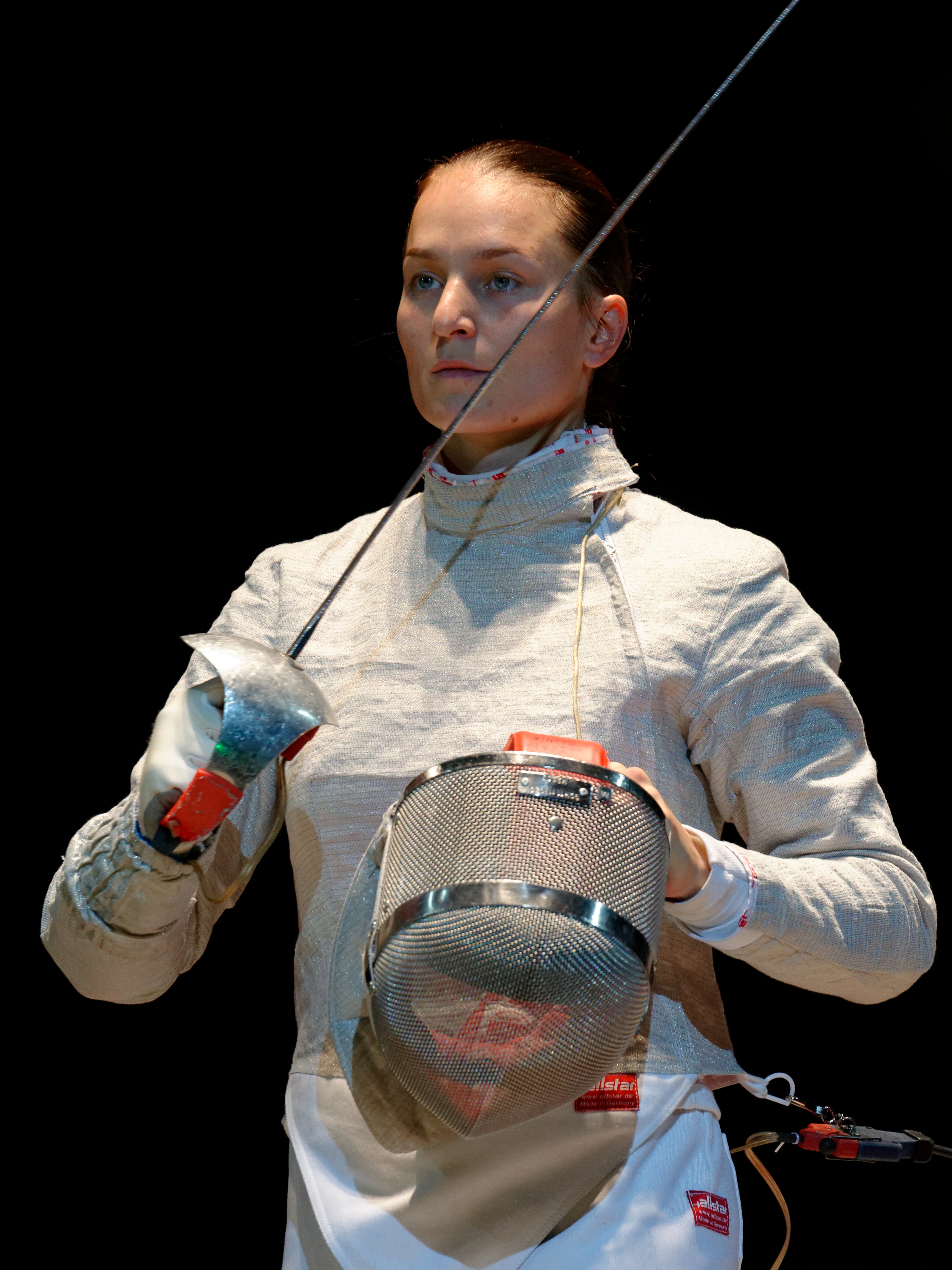
Welikaja bei den Fechteuropameisterschaften 2014

Sofja Alexandrowna Welikaja (russisch Софья Александровна Великая; * 8. Juni 1985 in Alma-Ata, Kasachische SSR, Sowjetunion) ist eine russische Säbelfechterin, fünffache Fechtweltmeisterin und sechsfache Fechteuropameisterin.
Sie ficht für den ZSKA Moskau.

## Erfolge
Seit 2002 ficht sie in der russischen Mannschaft, 2003 wurde sie dann erstmals in Bourges Europameister und wiederholte dies im nächsten Jahr in Kopenhagen. Im gleichen Jahr in New York, ein paar Tage nach ihrem 19. Geburtstag, wurde sie Mannschaftsweltmeisterin. Im Jahr 2005 gewann Welikaja zwei Silbermedaillen (Einzel und Mannschaft) bei den Weltmeisterschaften in Leipzig und erzielte das gleiche Ergebnis bei den Europameisterschaften in Zalaegerszeg. Im Jahr 2006 gewann Welikaja zweimal Gold bei den Europameisterschaften in Izmir sowie eine Bronzemedaille im Mannschaftsfechten bei den Weltmeisterschaften in Turin. 2007 errang sie bei den Europameisterschaften in Gent Silber im Einzel, Bronze mit der Mannschaft. Ebenfalls Bronze mit der Mannschaft erhielt sie bei der Weltmeisterschaft in St. Petersburg.
Im Jahr 2008 gewann sie in Kiew zum fünften Mal die Europameisterschaft, dabei zum zweiten Mal im Einzelwettbewerb. In 2009 und 2010 bei den Europameisterschaften errang Welikaja drei Silbermedaillen.
2010, bei der WM in Paris, gewann sie ihre zweite WM-Medaille im Einzel – Bronze. Mit der russischen Mannschaft gewann sie Gold im Finale gegen die Ukraine und wurde damit zum zweiten Mal Mannschaftsweltmeisterin.
Im darauf folgenden Jahr bei der WM in Catania, gewann sie das erste WM-Gold im Einzel und das dritte Mal Gold im Mannschaftswettbewerb. Bei der Europameisterschaft in Sheffield gewann sie mit der Mannschaft Bronze. Im Frühjahr 2012 in Kiew gewann Welikaja erneut mit der Mannschaft die Weltmeisterschaft, im Juni gewann die Mannschaft ebenfalls bei den Europameisterschaften in Italien. Sie errang somit seit 2003 vierzehn Medaillen bei Europameisterschaften und zehn bei Weltmeisterschaften.

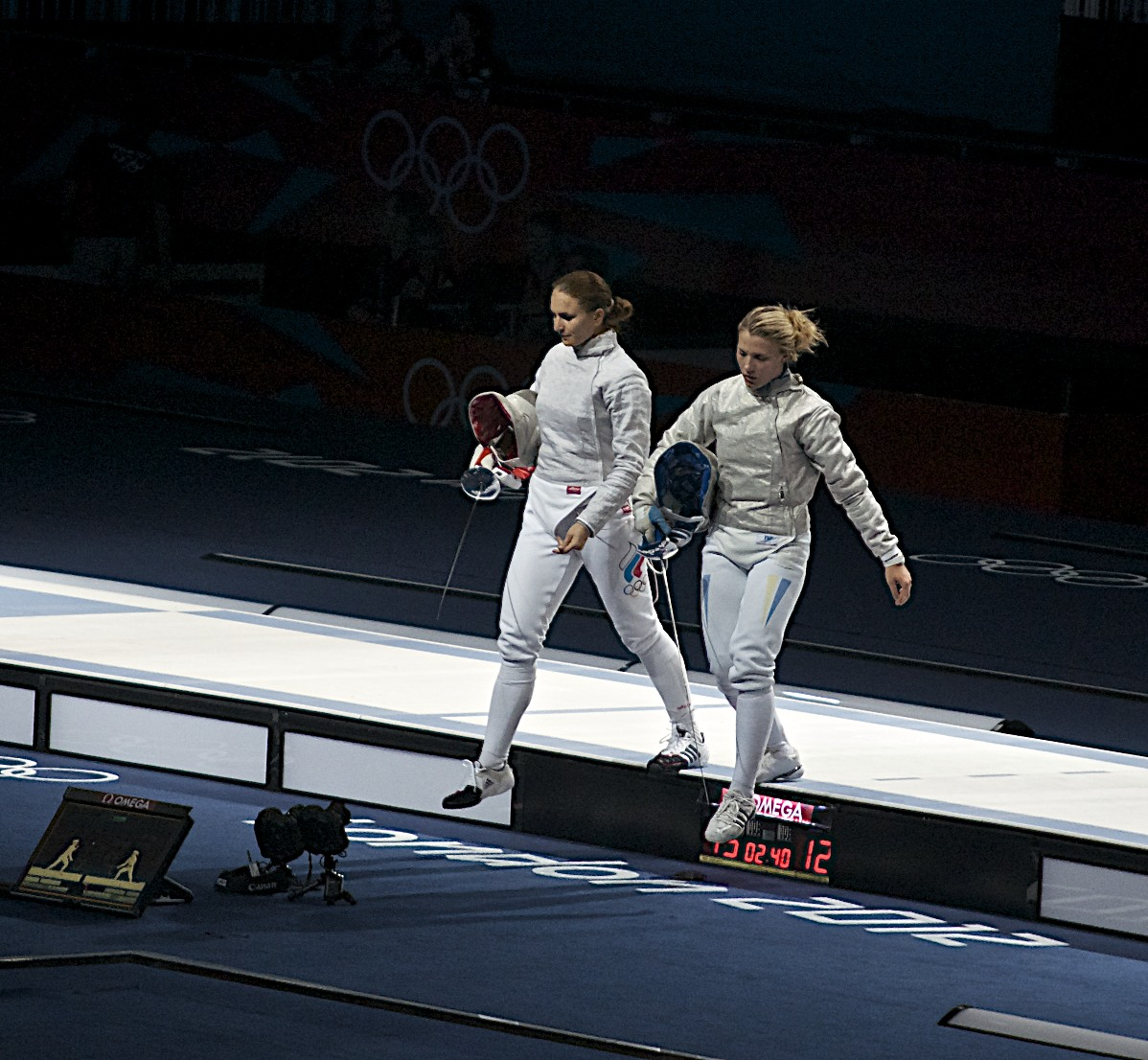
Welikaja (links) und Charlan bei den Olympischen Spielen 2012.

Ihre ersten Olympischen Spiele waren im Jahr 2008 in Peking. Im Einzel gewann Welikaja die ersten drei Runden und das Viertelfinalgefecht gegen die Chinesin Tan Xue mit einer Punktzahl von 15:9. Im Halbfinale traf sie auf die amerikanische Fechterin Sada Jacobson und verlor mit einer Punktzahl von 11:15. Im Gefecht um die Bronzemedaille traf sie auf eine weitere US-Amerikanerin Rebecca Ward und verlor in einem erbitterten Kampf knapp mit 14:15. Die russische Nationalmannschaft schied bereits im Viertelfinale gegen die späteren Olympiasieger aus der Ukraine mit einer Punktzahl von 34:45 aus dem Mannschaftswettbewerb aus.
Bei den Olympischen Spielen in London gewann Welikaja im Viertelfinale mit einer Punktzahl von 15:12 gegen die Ukrainerin Olha Charlan. Im Finale verlor sie gegen die koreanische Fechterin Kim Ji-yeon mit 9:15 und erhielt Silber.
2015 gewann sie sowohl die Europameisterschaft als auch die Weltmeisterschaft im Einzel. Sie wurde 2016 erneut Einzeleuropameisterin und erhielt bei den Olympischen Spielen 2016 Silber im Einzel. 2019 gewann sie bei der Europameisterschaft Gold mit der Mannschaft, während sie im Einzel Bronze erfocht. Bei den 2021 ausgetragenen Olympischen Spielen 2020 in Tokio gewann Welikaja in der Einzelkonkurrenz einmal mehr die Silbermedaille und wurde mit der Mannschaft erneut Olympiasiegerin. Während der Eröffnungsfeier war sie gemeinsam mit dem Volleyballspieler Maxim Michailow die Fahnenträgerin ihrer Nation.